# Quang phổ rời rạc

Phần rời rạc của quang phổ phát xạ của hydro.

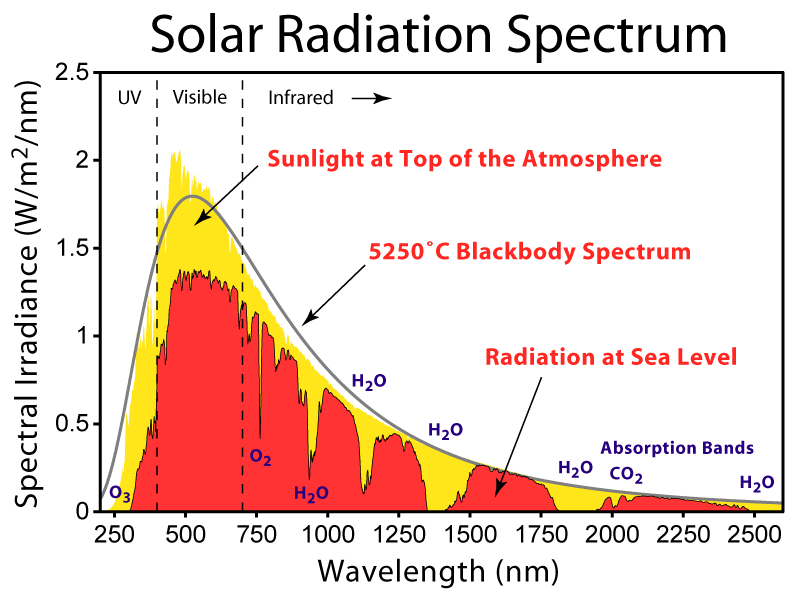
Quang phổ của ánh sáng mặt trời phía trên bầu khí quyển (màu vàng) và ở mực nước biển (màu đỏ), cho thấy phổ hấp thụ với một phần riêng biệt (chẳng hạn như vạch do O_{2}) và một phần liên tục (chẳng hạn như các vạch có nhãn H_{2}O).

Một đại lượng vật lý được cho là có quang phổ rời rạc nếu nó chỉ lấy các giá trị riêng biệt, với các khoảng cách giữa một giá trị và giá trị tiếp theo.
Ví dụ cổ điển về quang phổ rời rạc (trong đó thuật ngữ được sử dụng lần đầu tiên) là tập hợp đặc trưng của các vạch quang phổ rời rạc nhìn thấy trong phổ phát xạ và phổ hấp thụ của các nguyên tử cô lập của một nguyên tố hóa học, chỉ hấp thụ và phát ra ánh sáng ở các bước sóng cụ thể. Kỹ thuật quang phổ học dựa trên hiện tượng này.
Quang phổ rời rạc trái ngược với quang phổ liên tục cũng thấy trong các thí nghiệm như vậy, ví dụ như trong phát xạ nhiệt, bức xạ synchrotron và nhiều hiện tượng tạo ra ánh sáng khác. 

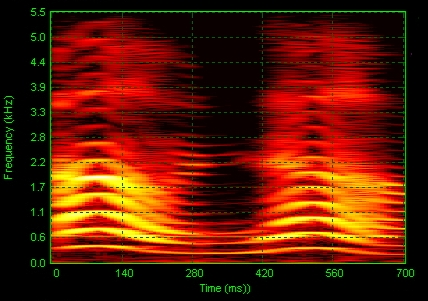
Phổ âm của các từ "Ồ, không!" nói bởi một cô gái trẻ, cho thấy sự rời rạc phổ của âm thanh (đường màu cam sáng) thay đổi theo thời gian (trục hoành).

Quang phổ rời rạc được nhìn thấy trong nhiều hiện tượng khác, chẳng hạn như dây rung, sóng vi ba trong khoang kim loại, sóng âm trong một ngôi sao dao động và cộng hưởng trong vật lý hạt năng lượng cao.
Hiện tượng chung của quang phổ rời rạc trong các hệ vật lý có thể được mô hình hóa bằng các công cụ giải tích hàm, đặc biệt bằng cách phân tích phổ của toán tử tuyến tính hoạt động trên một không gian hàm.